# پوپووا (بلاتسه)
پوپووا (به صربی: Popova) یک منطقهٔ مسکونی در صربستان است که در بلاتسه واقع شده‌است. پوپووا ۲۲۴ نفر جمعیت دارد.